# Copa Libertadores onder 20 - 2022

De Copa Libertadores onder 20 - 2022 is de zesde editie van de Copa Libertadores onder 20 een jaarlijks voetbaltoernooi voor clubs uit Latijns-Amerika, georganiseerd door de CONMEBOL. Het toernooi vind plaats van 5 februari 2022 tot en met 20 februari 2022 in Ecuador.  Independiente del Valle is de titelhouder

## Groepsfase
De loting vond plaats op  20 december 2021 om 13:30 uur (UTC−3), in het  CONMEBOL Convention Centre in Luque, Paraguay.

### Groep A
| Pos | Team                           | Wed | W | G | V | Ptn | DV | DT | +/− | Kwalificatie  |
| --- | ------------------------------ | --- | - | - | - | --- | -- | -- | --- | ------------- |
| 1   | Independiente del Valle (G, A) | 3   | 3 | 0 | 0 | 9   | 13 | 1  | +12 | Halve finales |
| 2   | Caracas (A)                    | 3   | 2 | 0 | 1 | 6   | 6  | 4  | +2  | Halve finales |
| 3   | Sporting Cristal (U)           | 3   | 1 | 0 | 2 | 3   | 6  | 12 | −6  |               |
| 4   | Blooming (U)                   | 3   | 0 | 0 | 3 | 0   | 0  | 8  | −8  |               |

### Groep B
| Pos | Team              | Wed | W | G | V | Ptn | DV | DT | +/− | Kwalificatie  |
| --- | ----------------- | --- | - | - | - | --- | -- | -- | --- | ------------- |
| 1   | Peñarol (A)       | 3   | 2 | 1 | 0 | 7   | 5  | 1  | +4  | Halve finales |
| 2   | Millonarios (U)   | 3   | 2 | 0 | 1 | 6   | 3  | 3  | 0   |               |
| 3   | LDU Quito (G)     | 3   | 1 | 0 | 2 | 3   | 2  | 4  | −2  |               |
| 4   | Internacional (U) | 3   | 0 | 1 | 2 | 1   | 1  | 3  | −2  |               |

### Groep C
| Pos | Team                          | Wed | W | G | V | Ptn | DV | DT | +/− | Kwalificatie  |
| --- | ----------------------------- | --- | - | - | - | --- | -- | -- | --- | ------------- |
| 1   | Guaraní (A)                   | 3   | 2 | 0 | 1 | 6   | 5  | 2  | +3  | Halve finales |
| 2   | Newell's Old Boys (U)         | 3   | 2 | 0 | 1 | 6   | 4  | 2  | +2  |               |
| 3   | Orense (G, U)                 | 3   | 2 | 0 | 1 | 6   | 5  | 5  | 0   |               |
| 4   | Universidad de Concepción (U) | 3   | 0 | 0 | 3 | 0   | 3  | 8  | −5  |               |

### Rangschikking van de nummers 2
| Pos | Grp | Team              | Wed | W | G | V | Ptn | DV | DT | +/− | Kwalificatie |
| --- | --- | ----------------- | --- | - | - | - | --- | -- | -- | --- | ------------ |
| 1   | A   | Caracas           | 3   | 2 | 0 | 1 | 6   | 6  | 4  | +2  | Halve finale |
| 2   | C   | Newell's Old Boys | 3   | 2 | 0 | 1 | 6   | 4  | 2  | +2  |              |
| 3   | B   | Millonarios       | 3   | 2 | 0 | 1 | 6   | 3  | 3  | 0   |              |

## Eindronde

### Halve finales
|                        |                                              |     |                       |                                                                                               |
| 17 februari 2022 15:00 | Independiente del Valle                      | 3-1 | Guaraní               | Estadio Banco Guayaquil, Quito Toeschouwers: 0 Scheidsrechter: Nicolás Lamolina ( Argentinië) |
| 17 februari 2022 15:00 | Sagardia 43' (pen.), 56' Valencia 74' (pen.) |     | R. Benitez 87' (pen.) | Estadio Banco Guayaquil, Quito Toeschouwers: 0 Scheidsrechter: Nicolás Lamolina ( Argentinië) |

|                        |                 |     |              |                                                                                          |
| 17 februari 2022 17:30 | Peñarol         | 2-1 | Caracas      | Estadio Banco Guayaquil, Quito Toeschouwers: 0 Scheidsrechter: Carlos Ortega ( Colombia) |
| 17 februari 2022 17:30 | Alonso 12', 61' |     | Sulbarán 26' | Estadio Banco Guayaquil, Quito Toeschouwers: 0 Scheidsrechter: Carlos Ortega ( Colombia) |

### Kleine finale
|                        |                                  |     |                           |                                |
| 20 februari 2022 15:00 | Guaraní                          | 3-2 | Caracas                   | Estadio Banco Guayaquil, Quito |
| 20 februari 2022 15:00 | Adorno 48' Benítez 73' López 88' |     | Molleda 21' Guarirapa 76' | Estadio Banco Guayaquil, Quito |

### Finale
|                        |                         |                |            |                                |
| 20 februari 2022 18:00 | Independiente del Valle | 1-1 (3-4 pen.) | Peñarol    | Estadio Banco Guayaquil, Quito |
| 20 februari 2022 18:00 | Delgado 90'             |                | Méndez 76' | Estadio Banco Guayaquil, Quito |